# Toki pona

Orden "toki pona" skrivet på skriftspråket sitelen pona

Toki pona (stiliseras som toki pona och betyder bra, eller enkelt, språk på toki pona) är ett minimalistiskt konstruerat språk skapat av den kanadensiska översättaren och lingvisten Sonja Lang. Den första versionen publicerades online 2001 och 2014 publicerades boken Toki Pona: The Language of Good. Grundtankarna med toki pona är inspirerade av daoistisk filosofi, och det som värderas högst i språket är enkelhet och godhet (som båda heter pona på toki pona).
Tanken är att mycket som vi mår dåligt av och som är negativt med dagens västerländska livsstil är orsakat av att vi gör saker och ting för komplexa och abstrakta. Toki pona är konstruerat för att man ska fokusera på grundläggande och viktiga saker när man talar (premissen är att språket man använder påverkar ens sätt att tänka), vilket får det att likna ett pidginspråk..
Ordförrådet är därför litet, ursprungligen endast 120 ord uppbyggda av 14 möjliga ljudenheter, men konstruerat att varje ord representerar begrepp på ett högt abstraktionsplan. Det betyder alltså att ett ord kan ha flera betydelser som är associerade med varandra, och vars tolkning därför i allra högsta grad blir kontextberoende, beroende av sammanhanget ordet står i. Till exempel ordet toki betyder bland annat "att tala", "att säga", "att tänka", "att kommunicera" och "att använda språket". Ordet ilo betyder bland annat "verktyg", "maskin" och "apparat". Tillsammans blir de "telefon", ilo toki.. I praktiken är det sällan man behöver specificera så tydligt vad man menar i ett vardagligt samtal, och det är just enkelheten som är tanken med toki pona.
Det finns ungefär 100 personer som kan flytande toki pona.

## Fonologi
Toki pona har nio konsonanter (/p, t, k, s, m, n, l, j, w/) och fem vokaler (/a, e, i, o, u/), som alla skrivs med motsvarande bokstav från det internationella fonetiska alfabetet. Betoning faller på första stavelsen av ett ord och uttrycks med ökad längd, volym eller tonhöjd.